# ثقافة كمبوديا

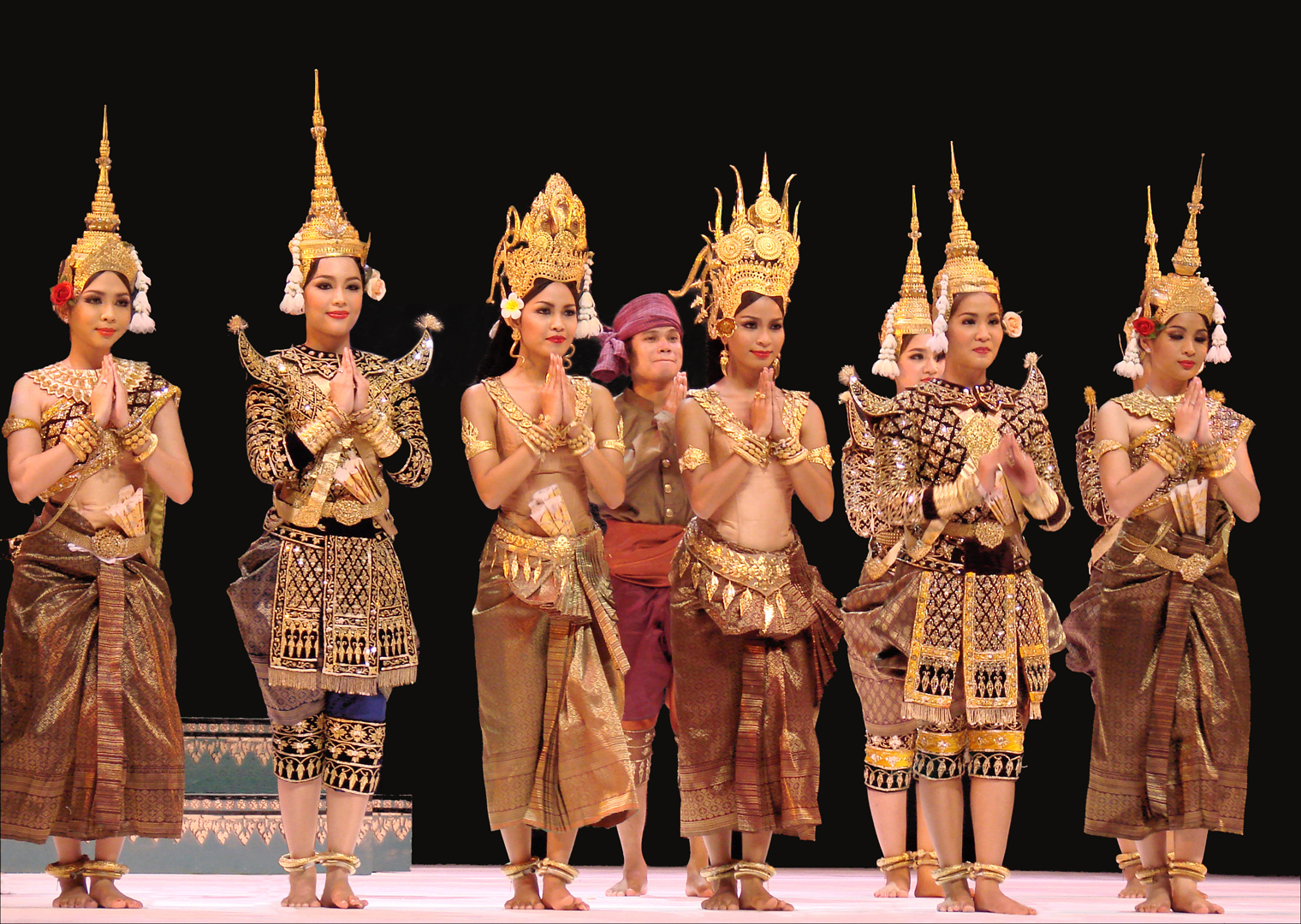

كان الدين، على مر التاريخ الطويل لكمبوديا، مصدرًا رئيسيًا للإلهام الثقافي. على مدار ما يقرب من ألفي عام، طور الكمبوديون نظام المعتقدات وثقافة الخمير الفريدة من التوفيق بين المعتقدات الأرواحية الأصلية، والديانات الهندية من البوذية، والهندوسية. وصلت الثقافة والحضارة الهندية، بما في ذلك لغاتها وفنونها إلى البر الرئيسي لجنوب شرق آسيا نحو القرن الأول بعد الميلاد. من المعتقد عمومًا أن التجار البحريين جلبوا العادات والثقافة الهندية إلى الموانئ على طول خليج تايلاند والمحيط الهادئ في طريقهم للتجارة مع الصين. كانت مملكة فونان على الأرجح أول ولاية خميرية تستفيد من تدفق الأفكار الهندية. كان هناك أيضًا تأثير فرنسي.

## نبذة تاريخية
كان العصر الذهبي لكمبوديا بين القرنين التاسع والرابع عشر، خلال فترة الأنغكور، فكانت الإمبراطورية قوية وتنعم بالرخاء، ازدهرت وهيمنت على جميع مناطق جنوب شرق آسيا الداخلية تقريبًا. ومع ذلك، انهارت الأنغكور في النهاية بعد الكثير من القتال والحرب المستمرة بين العائلة المالكة وجيرانها الذين ازدادوا قوة، ولا سيما سيام وداي فيت. ومع ذلك، ما تزال العديد من المعابد من هذه الفترة، مثل بايون وأنغكور وات، منتشرة في جميع أنحاء تايلاند، وكمبوديا، ولاوس، وفيتنام للتذكير بعظمة فنون وثقافة الخمير. كان لإنجازات كمبوديا التي لا مثيل لها في الفن، والهندسة المعمارية، والموسيقى، والرقص خلال هذه الفترة تأثير كبير على العديد من الممالك المجاورة، مثل تايلاند ولاوس. ما يزال من الممكن رؤية تأثير الثقافة الأنغكورية اليوم في تلك البلدان، إذ تشترك في العديد من الخصائص الوثيقة مع كمبوديا الحالية.

## العمارة والإسكان
أنشأ المهندسون والنحاتون الأنغكوريون المعابد التي رسمت خريطة العالم الكوني من الحجر. استلهمت الزخارف الخميرية من الدين، ونُحتت على الجدران مخلوقات أسطورية من الهندوسية والبوذية. بُنيت المعابد وفقًا لقاعدة العمارة الخميرية القديمة التي فرضت أن يشتمل تخطيط المعبد الأساسي على ضريح مركزي، وفناء، وجدار مغلق، وخندق مائي. تستخدم الزخارف الخميرية العديد من مخلوقات الأساطير البوذية والهندوسية، مثل القصر الملكي في بنوم بنه، وتستخدم الزخارف مثل جارودا، وهو طائر أسطوري في الهندوسية. تطورت الهندسة المعمارية في كمبوديا على مراحل في ظل إمبراطورية الخمير منذ القرن التاسع وحتى القرن الخامس عشر، وجرى الحفاظ عليها في العديد من مباني معبد أنغكور. بقايا العمارة العلمانية من ذلك الوقت نادرة، فالمباني الدينية هي الوحيدة المبنية من الحجر. استخدمت الهندسة المعمارية في فترة أنغكور سمات وأنماط هيكلية محددة، وهي إحدى الطرق الرئيسية المستخدمة لتأريخ المعابد، إلى جانب النقوش.
في المناطق الريفية الحديثة في كمبوديا، تعيش الأسرة الصغيرة عادةً في منزل مستطيل قد يختلف في الحجم من أربعة في ستة أمتار إلى ستة في عشرة أمتار. يُبنى من إطار خشبي مع سقف جملوني من القش وجدران من الخيزران المنسوج. تٌرفع منازل الخمير عادةً إلى ثلاثة أمتار على ركائز متينة للحماية من الفيضانات السنوية. مع سلمين أو درجين خشبيين يتيحان الوصول إلى المنزل. يحمي السقف القشي الشديد الانحدار الذي يتدلى على الجدران داخل المنزل من المطر. يحتوي المنزل عادةً على ثلاث غرف مفصولة بحواجز من الخيزران المنسوج. تُستخدم الغرفة الأمامية كغرفة معيشة لاستقبال الزوار، والغرفة التالية هي غرفة نوم الوالدين، والثالثة للبنات غير المتزوجات. أما الأبناء ينامون في أي مكان يمكنهم العثور فيه على مساحة. يعمل أفراد الأسرة والجيران معًا لبناء المنزل، ويقام حفل رفع المنزل عند اكتماله. قد تحتوي منازل الفقراء على غرفة واحدة كبيرة فقط. يُحضر الطعام في مطبخ منفصل يقع بالقرب من المنزل وعادة يكون خلفه. تتكون المراحيض من حفر بسيطة في الأرض تقع بعيدًا عن المنزل وتٌغطى عند ملئها. يُحتفظ بأي ماشية أسفل المنزل. عادة ما تُبنى المنازل الصينية والفيتنامية في البلدات والقرى الكمبودية مباشرة على الأرض ولها أرضيات ترابية أو أسمنتية أو قرميدية، اعتمادًا على الوضع الاقتصادي للمالك. قد تكون المساكن الحضرية والمباني التجارية من الطابوق أو حجارة البناء أو الخشب.

## الدين
كمبوديا ذات أغلبية بوذية ويتبع 80% من السكان مذهب تيرافادا البوذي، و1% مسيحيين وأغلبية السكان المتبقين يتبعون الإسلام أو الإلحاد أو الأرواحية.
ظهرت البوذية في كمبوديا منذ القرن الخامس الميلادي على الأقل. كانت تيرافادا البوذية هي ديانة الدولة الكمبودية منذ القرن الثالث عشر الميلادي (باستثناء فترة الخمير الحمر)، ويقدر حاليًا أنها ديانة 90% من السكان. يمارس عدد أقل من الكمبوديين، ومعظمهم من أصل فيتنامي وصيني، مذهب الماهايانا البوذي. الإسلام هو دين غالبية التشام (يُطلق عليهم أيضًا إسلام الخمير) وأقليات الملايو في كمبوديا. وفقًا لبو دارما، كان هناك 150,000 إلى 200,000 مسلم في كمبوديا حتى أواخر عام 1975. لكن الاضطهاد في عهد الخمير الحمر أدى إلى تلاشي أعدادهم، وبحلول أواخر الثمانينيات ربما لم يستردوا قوتهم السابقة. جميع مسلمي التشام هم من السنة في المدرسة الشافعية. يقسم بو دارما التشام المسلم في كمبوديا إلى فرع تقليدي وفرع أرثوذكسي.
أدخِلت المسيحية إلى كمبوديا من قبل المبشرين الكاثوليك الرومان في عام 1660. ومع ذلك، لم تحرز سوى تقدم ضئيل في البداية، وخاصة بين البوذيين. في عام 1972 كان هناك على الأرجح نحو 20 ألف مسيحي في كمبوديا، معظمهم من الروم الكاثوليك. وفقًا لإحصاءات الفاتيكان، في عام 1953 بلغ عدد أعضاء الكنيسة الرومانية الكاثوليكية في كمبوديا 120,000، ما جعلها ثاني أكبر ديانة في البلاد في ذلك الوقت. أشارت التقديرات إلى أن نحو 50,000 كاثوليكي كانوا فيتناميون وذلك في أبريل 1970 قبل عودتهم إلى وطنهم مباشرةً. كان العديد من الكاثوليك الذين بقوا في كمبوديا في عام 1972 من الأوروبيين -وخاصة الفرنسيين. ازداد النشاط التبشيري البروتستانتي الأمريكي في كمبوديا، خاصة بين بعض قبائل التلال وبين التشام، بعد تأسيس جمهورية الخمير. ما يزال تعداد عام 1962، الذي أبلغ عن 2000 بروتستانتي في كمبوديا، هو أحدث إحصاء للمجموعة. أفاد المراقبون أنه في عام 1980 كان هناك عدد أكبر من المسيحيين الخمير المسجلين بين اللاجئين في المخيمات في تايلاند مقارنة بكل كمبوديا قبل عام 1970. يلاحظ كيرنان أنه حتى يونيو 1980، عُقدت خمس خدمات بروتستانتية أسبوعية في بنوم بنه من قبل قس من الخمير، لكنها خُفضت إلى خدمة أسبوعية واحدة بعد مضايقات الشرطة. هناك نحو 21,300 كاثوليكي في كمبوديا يمثلون 0.15% فقط من إجمالي السكان. ليس هناك أبرشيات، لكن توجد ثلاث سلطات إقليمية كنسيّة -نائبة رسولية واحدة، ومحافظتان رسوليتان.
ربما بلغ عدد المجموعات القبلية في المرتفعات، ومعظمها مع أنظمة دينية محلية خاصة بها، أقل من 100,000 شخص. وصِف الخمير لوو بشكل غير دقيق بأنهم أرواحيون، لكن معظم المجموعات القبلية لديها بانتيون لأرواحهم المحلية. بشكل عام، يرون عالمهم مليئًا بالعديد من الأرواح غير المرئية (غالبًا ما تسمى يانغ)، وبعضها خيّر، والبعض الآخر خبيث. يربطون الأرواح بالأرز، والتربة، والماء، والنار، والحجارة، والمسارات، وما إلى ذلك. يتواصل السحرة أو المتخصصون في كل قرية بهذه الأرواح ويصفون طرقًا لإرضائهم. في أوقات الأزمات أو التغيير، يمكن تقديم الذبائح الحيوانية لتهدئة غضب الأرواح. غالبًا ما يُعتقد أن سبب المرض هو الأرواح الشريرة أو السحرة. بعض القبائل لديها رجل طب خاص أو شامان يعالجون المرضى. بالإضافة إلى الإيمان بالأرواح، يؤمن القرويون بتحريم العديد من الأشياء أو الممارسات. بين الخمير لوو، تتمتع مجموعتا ريد وجاراي بتسلسل هرمي متطور من الأرواح مع حاكم أعلى على رأسها.